# Fina García Marruz
Josefina García-Marruz Badía, som poet och skribent känd som Fina García Marruz, född 28 april 1923 i Havanna, död 27 juni 2022 i Havanna, var en kubansk poet och litteraturvetare. Hon debuterade som poet 1942, och tillhörde den inflytelserika litterära gruppen Orígenes, som även gav ut en tidskrift med samma namn. García Marruz har mottagit flera litterära priser, bland annat Kubas nationalpris för litteratur (1990), Premio Iberoamericano de Poesía Pablo Neruda och Reina Sofía de Poesía Iberoamericana (2011).

## Biografi
García Marruz, vars fullständiga namn är Josefina García-Marruz Badía, debuterade 1942 med diktsamlingen Poemas, som dock inte rönte stor uppmärksamhet. Större uppmärksamhet fick hon som poet i och med diktsamlingen Las miradas perdidas från 1951, men därefter dröjde det till 1970 innan nästa diktsamling, Visitaciones, publicerades. 1984 gavs ett urval av hennes dikter ut under titeln Poesias escogidas, och samma år gavs essäsamlingen Hablar de la poesía ut, en samling av essäer om poesi.
García Marruz, liksom hennes make Cintio Vitier, tillhörde den inflytelserika litterära gruppen Orígenes. Gruppen gav ut en konst- och litteraturtidskrift mellan 1944 och 1956, en tidskrift som startades av José Lezama Lima och José Rodríguez Feo. Andra viktiga författare i gruppen var bland andra Virgilio Píñera, Eliseo Diego, Gastón Baquero, Angel Gaztelu, Octavio Smith, Agustin Pi, Justo Rodríguez Santos och Lorenzo Garcia Vega.

### Poesi
- Poemas, 1942
- Transfiguración de Jesús en el Monte, Orígenes, 1947
- Las miradas perdidas  1944-1950, 1951
- Visitaciones, 1970
- Poesías escogidas,  Letras Cubanas, 1984
- Viaje a Nicaragua, with Cintio Vitier, 1987
- Créditos de Charlot, 1990
- Los Rembrandt de l'Hermitage, 1992
- Viejas melodías, 1993
- Nociones elementales y algunas elegías, 1994
- Habana del centro, 1997
- Antología poética, 1997
- Poesía escogida, with Cintio Vitier, 1999
- El instante raro, Pre-Textos, 2010
- ¿De qué, silencio, eres tú, silencio?, 2011[10]

### Essäer och kritik
- Estudios críticos, med Cintio Vitier, 1964
- Poesías de Juana Borrero, 1967
- Los versos de Martí, 1968
- Temas martianos, med Cintio Vitier, 969
- Bécquer o la leve bruma, 1971
- Poesías y cartas, med Cintio Vitier, 1977
- Flor oculta de poesía cubana, med Cintio Vitier, 1978
- Temas martianos, segunda serie, 1982
- Hablar de la poesía, Letras Cubanas, 1986
- Textos antimperialistas de José Martí, 1990
- La literatura en el Papel Periódico de La Habana, med Cintio Vitier och Roberto Friol, 1991
- Temas martianos, tercera serie, 1993
- La familia de "Orígenes", 1997
- Darío, Martí y lo germinal americano, 2001
- Juana Borrero y otros ensayos, 2011[6]